# Tomoderus discisus
Tomoderus discisus es una especie de coleóptero de la familia Anthicidae.

## Distribución geográfica
Habita en  Sri Lanka.